# La Gavarra
Gavarra es un barrio de Cornellá de Llobregat, municipio del área metropolitana de Barcelona. El barrio se corresponde con el Distrito IV de la ciudad. Limita con los barrios Cornellá Centro, Fontsanta-Fatjó, Almeda, Padró y San Ildefonso, sitos en la misma localidad, y Montesa, barrio de Esplugas de Llobregat.
La fiesta del vecindario es la segunda quincena de septiembre.

## Población
Gavarra cuenta con una población de 22.616 distribuida en 0,59 km², lo que da una densidad absoluta de 38.332 hab./km². El 15,38% de los vecinos es de nacionalidad extranjera (datos de Idescat 2010).

## Historia
El nacimiento de Gavarra se remonta a los años 30, si bien la consolidación del mismo no llegó hasta las décadas de los 50 y 60 con las oleadas de inmigrantes venidos desde diferentes puntos de España.

## Transportes
Metro
- Gavarra (L5)

Tranvía
Trambaix - Líneas T1 y T2
- El Pedró
- Ignasi Iglésias

- Datos: Q6460121